# ノーマンビー島 (パプアニューギニア)
ノーマンビー島（Normanby Island）は、パプアニューギニア・ミルン湾州にある火山性の島である。ダントルカストー諸島の最南端の島である。面積は1,000平方キロメートルで、L字形をしている。
ノーマンビー島はニューギニア島のイースト岬の北東16キロメートルの所にあり、Goschen海峡で隔てられている。また、ファーガソン島との間にDawson海峡（Dobu水道）がある。島の南東部には高さ1,158メートルのプレボスト山脈がある。島内の地形は、低い海岸平野と沼沢地、高い山と沿岸部の急斜面である。島の北端にあるEsa’alaが最大の集落であり、島の中心部である。
1873年、イギリス海軍のジョン・モーズビーが駆逐艦「バシリスク」でこの島を訪れ、オーストラリア・クイーンズランドの総督のノーマンビー侯爵ジョージ・フィップスにちなんで島を命名した。
かつては金の産出で知られていたが、現在はコプラと多少の材木を生産している。
座標: 南緯10度00分 東経151度00分 / 南緯10.000度 東経151.000度